# Atlanta Falcons 2022
La stagione 2022 degli Atlanta Falcons è stata la 57ª della franchigia nella National Football League e la seconda con Arthur Smith come capo-allenatore.
La squadra terminò con un record di 7-10 pareggiando quello della stagione precedente, ma non riuscì a qualificarsi per i playoff per il quinto anno consecutivo dopo una sconfitta nella settimana 16 contro i Baltimore Ravens.
Malgrado un'altra stagione negativa, i Falcons batterono il quarterback Tom Brady per la prima volta nella loro storia, vendicando la sconfitta nel Super Bowl LI. Per la prima volta dal 2007 il quarterback Matt Ryan non fece parte del roster, essendo passato agli Indianapolis Colts il 21 marzo 2022. Per sostituirlo Atlanta firmò l'ex Tennessee Titans e Las Vegas Raiders Marcus Mariota quello stesso giorno. Mariota si riunì con il capo-allenatore dei Falcons Arthur Smith, che era stato allenatore dei tight end e coordinatore offensivo durante l'esperienza di Mariota ai Titans (2015–2019).

## Scelte nel Draft 2022
| Scelte dei Falcons nel Draft 2022 |        |                  |       |                  |
| Giro                              | Scelta | Giocatore        | Ruolo | College          |
| 1                                 | 8      | Drake London     | WR    | USC              |
| 2                                 | 38     | Arnold Ebiketie  | DE    | Penn State       |
| 2                                 | 58     | Troy Andersen    | LB    | Montana State    |
| 3                                 | 74     | Desmond Ridder   | QB    | Cincinnati       |
| 3                                 | 82     | DeAngelo Malone  | LB    | Western Kentucky |
| 5                                 | 151    | Tyler Allgeier   | RB    | BYU              |
| 6                                 | 190    | Justin Shaffer   | G     | Georgia          |
| 6                                 | 213    | John FitzPatrick | TE    | Georgia          |

## Staff
| Staff degli Atlanta Falcons nel 2022 |
| --- |
| Organi dirigenziali - Proprietario/Chairman - Arthur Blank - PresidentE/CEO – Rich McKay - General manager – Terry Fontenot - Vice presidente del personale dei giocatori – Kyle Smith - Direttore del personale professionistico – Shepley Heard - Direttore delle operazioni degli allenatori – Brian Griffin - Direttore degli osservatori del college – Anthony Robinson - Direttore senior dell'amministrazione del football – Chris Olsen - Dirigente del personale senior – Ryan Pace - Osservatori nazionali – Ruston Webster, Phil Emery e Joel Collier Capo allenatore - Capo-allenatore - Arthur Smith Altri allenatori - Preparatore atletico – Dr. Thomas Stallworth - Assistente p.a. – Roderick Moore Jr - Assistente p.a. – Bobby Thomas Allenatori dell'attacco - Coordinatore offensivo – Dave Ragone - Quarterback – Charles London - Running back – Michael Pitre - Ricevitori– T.J. Yates - Tight end – Justin Peelle - Offensive line – Dwayne Ledford - Assistente offensive line – Mario Jeberaeel - Assistente offensivo senior – Steve Jackson - Assistente attacco – Danny Breyer - Assistente attacco – Nick Edwards Allenatori della difesa - Coordinatore difensivo – Dean Pees - Defensive line – Gary Emanuel - Linebacker – Frank Bush - Outside linebacker – Ted Monachino - Secondaria – Jon Hoke - Assistente defensive back – Nick Perry - Assistente difesa – Lanier Goethie - Assistente difesa – Matt Pees Allenatori dello special team - Coordinatore dello special team: Marquice Williams - Assistente senior – Steve Hoffman |

## Roster
| Roster degli Atlanta Falcons nel 2022 |
| --- |
| Quarterback - 15 Feleipe Franks - 1 Marcus Mariota - 4 Desmond Ridder Running Back - 25 Tyler Allgeier - 84 Cordarrelle Patterson - 40 Keith Smith FB - 35 Avery Williams - 6 Damien Williams Wide Receiver - 83 Jared Bernhardt - 14 Damiere Byrd - 89 Bryan Edwards - 12 KhaDarel Hodge - 5 Drake London - 17 Olamide Zaccheaus Tight End - 86 Anthony Firkser - 46 Parker Hesse - 8 Kyle Pitts Offensive Linemen - 67 Drew Dalman C - 71 Chuma Edoga T - 61 Matt Hennessy C - 74 Germain Ifedi T - 63 Chris Lindstrom G - 70 Jake Matthews T - 66 Colby Gossett G - 76 Kaleb McGary T - 68 Elijah Wilkinson G Defensive Linemen - 91 Matt Dickerson DE - 95 Ta'Quon Graham DE - 93 Timmy Horne NT - 97 Grady Jarrett DE - 94 Anthony Rush NT Linebacker - 44 Troy Andersen ILB - 56 Quinton Bell OLB - 9 Lorenzo Carter OLB - 47 Arnold Ebiketie OLB - 54 Rashaan Evans ILB - 53 Nick Kwiatkoski ILB - 55 Nate Landman ILB - 51 DeAngelo Malone OLB - 92 Adetokunbo Ogundeji OLB - 3 Mykal Walker ILB Defensive Back - 37 DeAundre Alford CB - 28 Mike Ford CB - 27 Richie Grant FS - 34 Darren Hall CB - 23 Erik Harris FS - 32 Jaylinn Hawkins SS - 29 Casey Hayward CB - 21 Dean Marlowe SS - 24 A.J. Terrell CB Special Team - 7 Younghoe Koo K - 48 Liam McCullough LS - 13 Bradley Pinion P Lista delle riserve - -- Beau Brinkley LS (IR) - 90 Marlon Davidson DE (IR) - 87 John FitzPatrick TE (IR) - 45 Deion Jones ILB (IR) - 77 Jalen Mayfield G (IR) - 26 Isaiah Oliver CB (IR) - 18 Calvin Ridley WR (Sospeso) - 96 Vincent Taylor NT (IR) Squadra di allenamento - 80 Josh Ali WR - 98 Abdullah Anderson DE - 16 Cameron Batson WR - 36 B.J. Baylor RB - 49 Jordan Brailford OLB - 88 Frank Darby WR - 43 Tucker Fisk TE - 30 Matt Hankins CB - 33 Ka'dar Hollman CB - 42 Caleb Huntley RB - 39 Dylan Mabin CB - 64 Ryan Neuzil G - 85 MyCole Pruitt TE - 75 Justin Shaffer G - 99 Derrick Tangelo DE - 79 Khyiris Tonga NT - 73 Tyler Vrabel T (Practice squad/Injured) 53 attivi, 8 inattivi, 17 nella squadra di allenamento |
| Legenda - I rookie sono in corsivo. - Il primo ruolo è il principale mentre gli eventuali successivi indicano i ruoli secondari. - (IR) sta per Injured Reserve ed indica la lista ristretta per un solo giocatore infortunato che può tornare ad allenarsi dopo la settimana 6 e a rientrare in prima squadra dopo che questa ha giocato 8 partite. - (NF-Inj.) / (NF-Ill.) stanno rispettivamente per Non-Football Injured e Non-Football Illness ed indicano le liste dove viene inserito un giocatore che ha un infortunio o una malattia non dipendente dal football americano. - (PUP) sta per Physically Unable to Perform ed indica la lista dove viene inserito un giocatore mentre è in attesa di recuperare la condizione fisica. Nella stagione regolare dopo la sesta partita giocata dalla propria squadra, il giocatore ha tempo tre settimane per riprendere ad allenarsi, più tre settimane aggiuntive dal suo rientro agli allenamenti per rientrare in prima squadra. |

## Precampionato
Il 12 maggio 2022 sono state annunciate le partite dei Falcons nel precampionato.
| Precampionato |                |                      |           |        |                       |         |
| Settimana     | Data           | Avversario           | Risultato | Record | Stadio                | Sintesi |
| 1             | 12 agosto 2022 | @ Detroit Lions      | V 27-23   | 1-0    | Ford Field            | Sintesi |
| 2             | 22 agosto 2022 | @ New York Jets      | S 16-24   | 1-1    | MetLife Stadium       | Sintesi |
| 3             | 27 agosto 2022 | Jacksonville Jaguars | V 28-12   | 2-1    | Mercedes-Benz Stadium | Sintesi |

## Stagione regolare

### Calendario
Il calendario della stagione regolare è stato annunciato il 12 maggio 2022. Il gruppo degli avversari, stabiliti sulla base delle rotazioni previste dalla NFL per gli accoppiamenti tra le division nonché dai piazzamenti ottenuti nella stagione precedente, fu giudicato come il 9º più duro da affrontare tra tutti quelli della stagione 2022.
| Pre-stagione |                   |                         |               |        |                         |         |
| Settimana    | Data              | Avversario              | Risultato     | Record | Stadio                  | Sintesi |
| 1            | 11 settembre 2022 | New Orleans Saints      | S 26-27       | 0-1    | Mercedes-Benz Stadium   | Sintesi |
| 2            | 18 settembre 2022 | @ Los Angeles Rams      | S 27-31       | 0-2    | SoFi Stadium            | Sintesi |
| 3            | 25 settembre 2022 | @ Seattle Seahawks      | V 27-23       | 1-2    | Lumen Field             | Sintesi |
| 4            | 2 ottobre 2022    | Cleveland Browns        | V 23-20       | 2-2    | Mercedes-Benz Stadium   | Sintesi |
| 5            | 9 ottobre 2022    | @ Tampa Bay Buccaneers  | S 15-21       | 2-3    | Raymond James Stadium   | Sintesi |
| 6            | 16 ottobre 2022   | San Francisco 49ers     | V 28-14       | 3-3    | Mercedes-Benz Stadium   | Sintesi |
| 7            | 23 ottobre 2022   | @ Cincinnati Bengals    | S 17-35       | 3-4    | Paycor Stadium          | Sintesi |
| 8            | 30 ottobre 2022   | Carolina Panthers       | V 37-34 (DTS) | 4-4    | Mercedes-Benz Stadium   | Sintesi |
| 9            | 6 novembre 2022   | Los Angeles Chargers    | S 17-20       | 4-5    | SoFi Stadium            | Sintesi |
| 10           | 10 novembre 2022  | @ Carolina Panthers     | S 15-25       | 4-6    | Bank of America Stadium | Sintesi |
| 11           | 20 novembre 2022  | Chicago Bears           | V 27-24       | 5-6    | Mercedes-Benz Stadium   | Sintesi |
| 12           | 27 novembre 2022  | @ Washington Commanders | S 13-19       | 5-7    | FedEx Field             | Sintesi |
| 13           | 4 dicembre 2022   | Pittsburgh Steleers     | S 16-19       | 5-8    | Mercedes-Benz Stadium   | Sintesi |
| 14           | Riposo            | Riposo                  | Riposo        | Riposo | Riposo                  | Riposo  |
| 15           | 18 dicembre 2022  | @ New Orleans Saints    | S 18-21       | 5-9    | Caesars Superdome       | Sintesi |
| 16           | 24 dicembre 2022  | @ Baltimore Ravens      | S 9-17        | 5-10   | M&T Bank Stadium        | Sintesi |
| 17           | 1º gennaio 2023   | Arizona Cardinals       | V 20-19       | 6-10   | Mercedes-Benz Stadium   | Sintesi |
| 18           | 8 gennaio 2023    | Tampa Bay Buccaneers    | V 30-17       | 7-10   | Mercedes-Benz Stadium   | Sintesi |

Note:
- Gli avversari della propria division sono in grassetto.
- Il simbolo "@" indica una partita giocata in trasferta.
- (M) indica il Monday Night Football, (T) il Thursday Night Football e (S) il Sunday Night Football.

## Premi

### Premi settimanali e mensili
- Cordarrelle Patterson:

giocatore offensivo della NFC della settimana 3
giocatore degli special team della NFC della settimana 11
- Marcus Mariota:

giocatore offensivo della NFC della settimana 6
- Younghoe Koo:

giocatore degli special team della NFC del mese di dicembre e gennaio